# White Oak (Carolina del Norte)
White Oak es un lugar designado por el censo ubicado en el condado de Bladen en el estado estadounidense de Carolina del Norte. La localidad en el año 2000, tenía una población de 304 habitantes en una superficie de 12.6 km², con una densidad poblacional de 24.1 personas por km².

## Geografía
White Oak encuentra ubicado en las coordenadas 34°44′11″N 78°42′40″O / 34.73639, -78.71111. Según la Oficina del Censo, la localidad tiene un área total de 12,6 km² (4,9 mi²), de la cual 12,6 km² (4,9 mi²) es tierra y 0 km² (0 mi²) (0.0%) es agua.

### Localidades adyacentes
El siguiente diagrama muestra a las localidades en un radio de 20 kilómetros (12,4 mi) de White Oak.

## Demografía
En el 2000 la renta per cápita promedia del hogar era de $41.000, y el ingreso promedio para una familia era de 42.292. En 2000 los hombres tenían un ingreso per cápita de $30.774 contra $28.750 para las mujeres. El ingreso per cápita para la localidad era de $14.401. Alrededor del 4.90% de la población estaba bajo el umbral de pobreza nacional.